# La Soledad, Arriaga
La Soledad är en ort i Mexiko.   Den ligger i kommunen Arriaga och delstaten Chiapas, i den sydöstra delen av landet, 700 km sydost om huvudstaden Mexico City. La Soledad ligger 102 meter över havet och antalet invånare är 136.
Terrängen runt La Soledad är kuperad åt nordost, men åt sydväst är den platt. Runt La Soledad är det ganska glesbefolkat, med 48 invånare per kvadratkilometer. Närmaste större samhälle är Arriaga, 2,7 km sydväst om La Soledad. Omgivningarna runt La Soledad är en mosaik av jordbruksmark och naturlig växtlighet.